# Neobisium bulgaricum
Neobisium bulgaricum är en spindeldjursart som först beskrevs av Vladimir V. Redikorzev 1928.  Neobisium bulgaricum ingår i släktet Neobisium och familjen helplåtklokrypare. Inga underarter finns listade i Catalogue of Life.